# Janet Young
Pour les articles homonymes, voir Janet Young (femme politique) et Young.
Janet Young (née le 22 octobre 1951 à Melbourne) est une joueuse de tennis australienne, professionnelle au début des années 1970. Elle est aussi connue sous son nom de femme mariée, Janet Young-Langford.

## Biographie
Janet Young s'est essentiellement illustrée en remportant la Coupe de la Fédération en 1973 et 1974 où elle disputait le double aux côtés d'Evonne Goolagong, sa partenaire de prédilection.
Elle réalise sa meilleure saison en 1973 lorsqu'elle atteint les huitièmes de finale en simple à Wimbledon où elle battue par Chris Evert (8-6 au 3e set), ainsi que les demi-finales en double avec Goolagong où elle s'incline contre la paire Rosie Casals-Billie Jean King. En fin de saison, elle remporte les championnats d'Australie-Méridionale à Adélaïde et les championnats du Queensland à Brisbane.
En 1999, elle devient diplômée d'un doctorat en psychologie du sport à l'université Monash. Elle a travaillé pendant de nombreuses années pour la WTA puis à Tennis Australia en tant que chargée de développement du tennis féminin avant de devenir membre du conseil d'administration en 2008. Au début des années 2000, elle a dirigé le tournoi de tennis de Canberra.
Directrice de la Fondation Evonne Goolagong entre 2013 et 2019, elle est également professeur associée à l'université Victoria de Melbourne.

## Palmarès

### Titres en simple dames
| No | Date       | Nom et lieu du tournoi                   | Catégorie | Surface      | Finaliste        | Score    |          |
| -- | ---------- | ---------------------------------------- | --------- | ------------ | ---------------- | -------- | -------- |
| 1  | 19-11-1973 | South Australian Championships, Adélaïde |           | Gazon (ext.) | Dianne Fromholtz | 7-5, 6-1 | Parcours |
| 2  | 03-12-1973 | Queensland State Open, Brisbane          |           | Gazon (ext.) | Kazuko Sawamatsu | 6-1, 6-4 | Parcours |